# Bravo (telenovela)
Bravo es una telenovela chilena que fue producida y exhibida por el Canal 13 para el segundo semestre de 1989. Basada en Bravo! una historia original de los reconocidos dramaturgos brasileños Janete Clair y Gilberto Braga, bajo la fiel adaptación literaria de Silvia Gutiérrez. 
Protagonizada por Roberto Vander y el debut de la cantante Andrea Tessa, con la participación antagónica de Sandra Solimano.

## Argumento
Juan Pablo Lira (Roberto Vander) es un compositor y director de orquesta sinfónica venerado por su familia a tal punto que cualquier emoción que logre distraerlo de la música es de inmediato reprimida por ellos, en especial por Mariana, su obsesiva hermana. Una extraña circunstancia hace posible que Juan Pablo conozca a Cristina (Andrea Tessa), joven, sencilla, inteligente y atractiva, atributos más que suficientes para que el corazón de Juan Pablo cambie su lánguido ritmo. Cristina acaba de llegar a la ciudad y empieza a trabajar en la empresa de Eduardo (Bastián Bodenhöfer), gran amigo de Juan Pablo y todo un personaje, es noble soñador y está en bancarrota. El también se enamora de Cristina a pesar de tener una cantidad apreciable de enredos amorosos y saber que ella está enamorada de su mejor amigo.

## Elenco
- Andrea Tessa como Cristina Romero.
- Roberto Vander como Juan Pablo Lira.
- Bastián Bodenhöfer como Eduardo Rivas.
- Liliana García como Myriam Solorsano.
- Sandra Solimano como Mariana Lira.
- Patricio Achurra como Nelson Miranda.
- Cristián Campos como Jorge Miranda.
- Eliana Vidal como Marta de Lira.
- Álvaro Rudolphy como Mauricio Gónzalez.
- Armando Fenoglio como Lorenzo Lira.
- Domingo Tessier como Duarte.
- Adriana Vacarezza como Sussy.
- Ana María Gazmuri como Cecilia.
- Anita Klesky como Silvia.
- Fernando Gallardo como Malaquías.
- Katty Kowaleczko como Antonia.
- Gloria Laso como Cora.
- Nelly Meruane como Eugenia.
- Gabriela Medina como Laura.
- Sergio Urrutia como Félix.
- Jaime Azócar como Sergio.
- Juan Pablo Bastidas como Carlitos.
- Liliana Poggio como Betty.
- Álvaro Pacull como Rudy.
- Claudia Celedón como Nina.
- Gloria Barrera como Tatiana.
- Nelson Brodt como Salgado.
- John Fleming como Henry.
- Pilar Serrano como Lolo.
- Jaime Troncoso
- Rosario Zamora
- Florencia Velasco
- Coca Melnick
- Miguel Merkins
- Emilio García
- Carmen Luz Figueroa
- Fernando Farías
- Carlos Embry
- Myriam Palacios
- Matilde Broders
- Gabriela Strauss
- Verónica Fruns
- Laurence Masliah

## Versiones
- Bravo! (1975), una producción de Rede Globo, fue protagonizada por Aracy Balabanian y Carlos Alberto.

## Banda sonora
- Al amor (Tema principal, interpretado por Andrea Tessa)
- ¡Bravo! (Tema final, interpretado por Roberto Vander)